# Ali Majrashi
Ali Majrashi (arabisch علي مجرشي, DMG ʿAlī Maǧrašī; * 1. Oktober 1999) ist ein saudi-arabischer Fußballspieler.

## Karriere

### Klub
In der Jugend war er bei al-Shabab und wechselte zur Saison 2019/20 dort fest in die erste Mannschaft. Seitdem wurde er noch einmal im Februar 2021 bis zum Saisonende an al-Faisaly verliehen. Im Januar 2022 wechselte er zu al-Ahli. Am 3. Mai 2025 stand er mit Al-Ahli im Finale der AFC Champions League Elite, das man mit 2:0 gegen den japanischen Vertreter Kawasaki Frontale gewann.

### Nationalmannschaft
Seinen ersten Einsatz in der saudi-arabischen Nationalmannschaft erhielt er am 1. Dezember 2021 bei einer 0:1-Niederlage gegen Jordanien während der Gruppenphase des FIFA-Arabien-Pokal 2021. In der Startelf stehend, wurde er in der 81. Minute für Hamed al-Ghamdi ausgewechselt.

## Erfolge
Al-Ahli
- AFC Champions League Elite-Sieger: 2024/25